# Молдавская советская энциклопедия
Молдавская советская энциклопедия (молд. Енчиклопедия советикэ молдовеняскэ) — первая универсальная энциклопедия на молдавском языке. Выпущена Главной редакцией Молдавской советской энциклопедии в 1970—1981 годах в 8 томах тиражом 25 тыс. экз.
Постановление ЦК КПМ и Совета министров МССР о выпуске Молдавской советской энциклопедии было принято 14 февраля 1967 года. В этом же году была основана Главная редакция Молдавской советской энциклопедии.
Первым главным редактором энциклопедии был академик АН МССР Я. С. Гросул, под его руководством были выпущены тома 1—3. С 1974 года главным редактором был академик АН МССР И. К. Вартичан.
Энциклопедия содержит около 40 тысяч статей, 4400 иллюстраций, 244 вклейки, 44 цветные и 244 черно-белые карты. Объём издания — 693,3 авторских листа текста. Примерно 30 % общего объёма энциклопедии составляют статьи регионального характера, посвященные природе, истории, экономике и культуре Молдавии. Энциклопедия содержит около 6000 биографических справок, в том числе более 2200 статей о деятелях Молдавии.
Заключительный 8-й том энциклопедии, изданный в 1979 году на молдавском и русском языках, представляет собой энциклопедический справочник «Молдавская ССР», составленный по тематическому принципу.
В 1982 году на основе Молдавской советской энциклопедии была издана краткая энциклопедия «Советская Молдавия» на русском языке.